# Talleyrand-Périgord
Talleyrand-Périgord – dynastia książęca pochodzenia francuskiego, panująca w księstwie żagańskim, w Valençay; także książęta Dino. Znanym członkiem tej rodziny był Charles Maurice de Talleyrand-Périgord (1754–1838), który zdobył sławę jako francuski mąż stanu i dyplomata. Nazwisko wymarło w 2003 roku po śmierci Helene Violette de Talleyrand-Périgord.

## Dzieje rodu
Rodzina Talleyrand-Périgord twierdziła, że jest młodszą gałęzią rodziny hrabiów Périgord, potomkami Bozona I, hrabiego de la Marche i Périgord.
Od początku XIV wieku przydomek Talleyrand jest używany jako nazwa rodowa. Jest to również przydomek nadawany wielu hrabiom Périgord od czasów Wilhelma III Périgord.
Roszczenie rodziny Talleyrand o potomstwo od hrabiów Périgord zostało uznane 6 września 1613 r. Danielowi de Talleyrand, księciu Chalais, (zm. 1618), pierwszemu hrabiemu Grignols i pierwszemu markizowi d'Excideuil. Później Gabriel de Talleyrand (1726-1795), hrabia Grignols, około roku 1750 zaczął używać nazwy Talleyrand-Périgord.
Linia rodowa rodu Talleyrandów sięga 1245 roku.
Rodzina Talleyrand-Périgord przez kilka wieków rządziła m.in. w księstwie żagańskim i Dino. Wymarła:
- W 1968 r. w linii męskiej, Hélie de Talleyrand-Périgord (1882-1968), 7. i ostatni książę de Talleyrand-Périgord, 7. i ostatni książę Dino (1952), zmarł bezpotomnie.
- W 2003 roku w linii żeńskiej, Helene Violette de Talleyrand-Périgord, w 1937 roku poślubiła Jamesa de Pourtalès co oznaczało, że jej dzieci przejęły nazwisko de Pourtalès.

Nazwa „de Talleyrand-Périgord” została ponownie użyta w 2005 r. przez Hélie de Pourtalès (syna Jamesa de Pourtalès i Violetty de Talleyrand-Périgord), upoważnionego dekretem z dnia 13 października 2005 r., aby dodać do swojego patronimicznego imienia Talleyrand-Périgord, więc obecnie nazywa się „de Pourtalès de Talleyrand-Périgord”.

## Znani członkowie rodziny
- Élie de Talleyrand-Périgord (1301-1364), kardynał i biskup Auxerre.
- Henri de Talleyrand-Périgord (1599-1626), hrabia Chalais.
- Alexandre Angélique de Talleyrand-Périgord (1736-1821), kardynał i arcybiskup Paryża.
- Charles Maurice de Talleyrand-Périgord (1754-1838), książę Bénévent, a później książę de Talleyrand-Périgord.
- Dorota de Talleyrand-Périgord (1793- 1862), księżna żagańska.
- Hélie de Talleyrand-Périgord, (1859-1937), de Talleyrand-Périgord i książę Żagania.

## Genologia rodu

### Pierwsza linia
```
 
Augustin Marie Elie 
Charles
 (1788-? ), duc de Périgord
 x (1807) Marie de Choiseul-Praslin (1789–1866)
 │
 ├──> 
Elie 
Roger
 Louis
 (ur. 1809), książę de Chalais
 │    x Elodie de Beauvilliers de Saint-Aignan ( -1835)
 │
 └──> 
Paul
 Adalbert René
 (ur. 1811), comte de Périgord
      x Amicie Rousseau de Saint-Aignan (?-1854)
      │
      └──> Cécile 
Marie
 (1854-1890 à Pau)
           x 10.05.1873 Gaston marquis de Brassac, prince de Béarn
           │
           └──> Blanche
                Henri książę de Béarn et autres: voir                 
```

### Druga linia
```
 
Edmond
 (1787–1872), książę de Talleyrand-Périgord
 x (1809) 
Dorota de Talleyrand-Périgord
(1793–1862), księżna Dino, księżna żagańska
 │
 ├──> 
Ludwik Napoleon
 (1811–1898), książę de Talleyrand-Périgord, książę żagański, książę de Valençay
 │    x (1829) Anne Louise Alix de Montmorency (1810–1858)
 │    │ │
 │    │ ├──> Caroline 
Valentine
 (1830–1913)
 │    │ │    x (1852) Vicomte Charles Henri d'Etchegoyen (1818–1885)
 │    │ │
 │    │ ├──> 
Charles Guillaume Frédéric 
Boson
 (1832–1910), książę żagański, książę de Talleyrand-Périgord
 │    │ │    x (1858) Anne Alexandrine 
Jeanne
 Marguerite Seillière (1839–1905)
 │    │ │    │
 │    │ │    ├──> 
Marie Pierre Camille Louis 
Hélie
 (1859–1937), książę żagański, książę de Talleyrand-Périgord
 │    │ │    │    x (1908) Anna Gould (1875–1961)
 │    │ │    │    │
 │    │ │    │    ├──> 
Howard
 (1909–1929), książę żagański
 │    │ │    │    │
 │    │ │    │    └──> Helen Violette (1915–2003)
 │    │ │    │         x (1937) James de Pourtalès (1911-? )
 │    │ │    │         │
 │    │ │    │         x Gaston Palewski (1901–1984) 
 │    │ │    │
 │    │ │    └──> 
Paul Louis Marie Archambault 
Boson
 (1867–1952), książę de Valençay, książę żagański
 │    │ │         x (1) Helen Stuyvesant Morton (1876-? )
 │    │ │         x (2) Silvia Victoria Rodriguez de Rivas de Castilleja de Guzman (1909-? )
 │    │ │         x (3) Antoinette Marie Joséphine Morel (1909-? )
 │    │ │
 │    │ ├──> Marie Pauline Yolande (1833-? )
 │    │ │
 │    │ └──> 
Nicolas Raoul 
Adalbert
 (1837–1915), książę de Montmorency (1864)
 │    │      x (1866) Ida Marie 
Carmen
 Aguado y Mac Donnel (1847–1880)
 │    │      │
 │    │      └──> 
Napoléon 
Louis
 Eugène Alexandre Anne Emmanuel
 (1867–1951)
 │    │           x (1) Anne de Rohan-Chabot (1873–1903)
 │    │           x (2) Cecilia Ulman (1863–1927)
 │    │           x (3) Gabrielle Ida Lefaivre (1896- )
 │    │
 │    x (1861) Rachel Elisabeth 
Pauline
 de Castellane (1823–1895)
 │      │
 │      └──> Marie 
Dorothée
 Louise Valençay (1862–1948)
 │           x (1) (1881) Książę de Furstenberg
 │           │
 │           x (2) (1898) Jean de Castellane (1868–1965) 
 │
 ├──> 
Alexandre Edmond
 (1813–1894), książę de Dino (1838), 
markiz
 de Talleyrand
 │    x (1839) Marie 
Valentine
 Joséphine de Sainte-Aldegonde (1820–1891)
 │    │
 │    ├──> 
Clémentine
 Marie Wilhelmine (1841–1881)
 │    │    x (1860) Comte Alexandre Orlowski (1816–1893)
 │    │      
 │    │
 │    ├──> 
Charles 
Maurice
 Camille
 (1843–1917), książę de Dino, markiz de Talleyrand
 │    │    x (1) (1867) Elizabeth Beers-Curtis (1847-1933)
 │    │       │
 │    │       └──> Pauline Marie 
Palma
 (1871–1952)
 │    │            x (1890) Mario Ruspoli, książę Poggio Suasa (1867–1963)
 │    │              
 │    │
 │    ├──> Elisabeth Alexandrine Florence (1844–1880)
 │    │    x (1863) Comte Hans d'Oppersdorff (1832–1877)
 │    │      
 │    │
 │    └──> 
Archambaud
 Anatole Paul
 (1845–1918), markiz de Talleyrand
 │         x (1876) Marie de Gontaut-Biron (1847- )
 │         │
 │         ├──> Anne-Hélène (1877–1945)
 │         │    x (1907) Édouard Dreyfus y Gonzalez, comte, then duc de Premio Real (1876–1941)
 │         │      
 │         │
 │         ├──> Félicie (1878–1981)
 │         │    x (1907) Louis Dreyfus y Gonzalez, marquis de Villahermosa (1874–1965)
 │         │     
 │         │
 │         ├──> 
Héllie
 (1882–1968), markiz de Talleyrand, książę de Talleyrand-Périgord, książę Dino
 │         │    6th duc de Sagan (1952) 20 Mar 1968)
 │         │    x (1938) Lela Emery (1902-1962)
 │         │
 │         └──> 
Alexandre
 (1883–1925)
 │              x (1914) Anne-Marie Röhr
 │                
 │
 └──> Joséphine 
Pauline
 (1820–1890) 
      x (1839) Henri de Castellane (1814–1847)
```

### 3 linia
```
 │ 
 ├──>   
Auguste
 (?-1832)
 │      x Caroline d'Argy (?-1847)
 │      │ 
 │      ├──> 
Louis
 Marie
 (ur. 1810)
 │      │    x (1839) Stéphanie de Pomereu (1819–1855)
 │      │    │
 │      │    x (1868) Marie-Thérèse de Brossin (1838-? )
 │      │
 │      └──> Ernest (1807–1871)
 │           x Marie Louise Lepelletier de Morfontaine (1811-? )
 │           │
 │           └──> Marie Louise 
Marguerite
 (1832-? )
 │                x (1851) Prince Henri de Ligne
 │
 │ 
 └──>   
Alexandre Daniel
 (1776–1839), baron de Talleyrand-Périgord
        x Charlotte Elisabeth Alix Sara 
        │ 
        ├──> "
Charles
 Angélique' 
(1821–1896), baron de Talleyrand-Périgord, senator

        │    x (1862) Véra Bernardaky
        │    │ 
        │    ├──> Marie 
Marguerite
 (1863-? )
        │    │
        │    └──> ? (1867-? )
        │
        ├──> Marie-Thérèse (1824-? )
        │    x (1842) Jean Stanley of Huggerston-Hall
        │
        └──> 
Louis Alexis Adalbert
 (1826–1873)
             x (1868) Marguerite Yvelin de Béville (1840-? )
             │ 
             ├──> Charlotte Louise 
Marie-Thèrèse
 (1869-? )
             │
             └──> 
Charlotte
 Louise Marie Adalberte (1873-? )
```